# Agalychnis callidryas
A rã de olhos vermelhos (Agalychnis callidryas) é uma espécie de anfíbio arborícola do gênero Agalychnis, pertencente à família Phyllomedusidae. Essa rã é nativa das florestas tropicais da América Central, desde o sul do México até o norte da Colombia, e costumam viver próximas a rios e lagos. Alimentam-se de insetos e outros pequenos invertebrados. Essas rãs possuem aproximadamente 7 centímetros de comprimento e tem uma coloração distinta. Apesar disso, ao contrário da maioria dos anfíbios coloridos, elas não possuem veneno. Sua característica mais marcante são os olhos vermelhos que parecem brilhar no escuro. A rã dos olhos vermelhos são carnívoros e comem grilos, mariposas, moscas e outros insetos, e há relatos em que podem  comer outras pequenas rãs.